# Núi Etna
Núi Etna (hay đơn giản là Etna; tiếng Ý: Etna [ˈɛtna] hoặc Mongibello [mondʒiˈbɛllo], tiếng Sicilia: Mungibeddu [mʊndʒɪbˈbɛɖɖʊ] hay â Muntagna, tiếng Latinh: Aetna) là một núi lửa dạng tầng đang hoạt động ở gần bờ biển phía đông đảo Sicilia, Ý, trong Thành phố đô thị Catania, giữa các thành phố Messina và Catania. Nó nằm ngay trên chỗ giao nhau giữa mảng châu Phi và mảng Á-Âu. Đây là núi lửa còn hoạt động cao nhất châu Âu ngoài Kavkaz, với độ cao hiện tại là 3.357 m (11.014 ft), dù số đo này thay đổi sau mỗi lần phun trào. Etna là đỉnh cao nhất nước Ý nằm ngoài dãy Alps. Etna có diện tích 1.190 km2 (459 dặm vuông Anh), với chu vi chân núi 140 km, khiến nó trở thành núi lớn nhất trong ba núi lửa còn hoạt động của Ý, gấp 2,5 lần ngọn núi đứng ngay sau nó là Núi Vesuvius. Ở khu vực Âu-Bắc Phi, chỉ Núi Teide tại Tenerife thuộc Quần đảo Canary của Tây Ban Nha là cao hơn Etna. Trong thần thoại Hy Lạp, con quái vật Typhon bị thần Zeus giam cầm dưới chân núi và lò rèn của Hephaestus cũng nằm ở đó.
Núi Etna là một trong các núi lửa hoạt động mạnh nhất thế giới và ở trong trạng thái gần như không đổi. Đất núi lửa màu mỡ hỗ trợ cho nông nghiệp phát triển, với những vườn nho và vườn cây ăn trái trải rộng khắp sườn núi thấp và đồng bằng Catania rộng lớn phía nam. Do lịch sử hoạt động núi lửa gần đây của nó và điểm dân cư gần đó, núi Etna được xác định là một núi lửa Thập niên bởi Liên Hợp Quốc. Tháng 6 năm 2013, nó được thêm vào danh sách Di sản thế giới của UNESCO.